# 林蒂希
林蒂希（德語：Lintig，發音：[ˈlɪntɪç]）是德国下萨克森州库克斯港县曾经的一个市镇，面积47.27平方千米，2013年12月31日人口为1,226人。2015年1月1日，林蒂希与另外8个市镇合并为新市镇盖斯特兰。